# Lhuntse
Lhuntse è un centro abitato del Bhutan, situato nel distretto di Lhuntse.